# Hirsch Armbänder
Die Hirsch Armbänder GmbH ist ein Unternehmen aus Klagenfurt in Österreich, das Armbänder für Uhren fertigt.

## Unternehmen
Hirsch ist ein Familienunternehmen mit Unternehmens- und Produktionssitz in Klagenfurt, Kärnten. Neben den 410 Mitarbeitern in Klagenfurt verfügt es über weitere Vertriebsniederlassungen mit rund 830 Mitarbeitern. Die Produkte werden in über 80 Länder exportiert; beliefert werden 16.000 Fachhändler und die Schweizer Luxus-Uhrenindustrie.

## Geschichte
Johannes Franz Hirsch begründete das Unternehmen 1765 als Ledermeister in Neunkirchen, Niederösterreich. 1935 erfolgte die Erfindung und Patentierung des Hirsch-Vakuum-Riemens für die aufkommende Automobilindustrie.
Nach 1945 verlegte sein Nachfolger Hans Hirsch den Unternehmenssitz nach Kärnten und verarbeitete Lederreste aus der Schuhindustrie zu Armbändern für Uhren. Hirsch erfand 1955 ein Verfahren zur fugenlosen Verbindung von Ober- und Futterleder. Es wurde in das Handbuch der Leder- und Taschenmeister als Hirsch-Rembordé-Technik aufgenommen und ist seither Standard der Uhrenarmbandindustrie. 1961 folgte die Erfindung des Hirsch-Verkaufsautomaten für Armbänder für Uhren. Die Gestaltung der Verkaufsautomaten wurde im Laufe der Zeit von Architekten und Designern beeinflusst. Der von Hans Hollein entwickelte Verkaufsautomat wird im Museum of Modern Art in New York City ausgestellt.
Unter dem Sohn und Nachfolger von Hans Hirsch, Hermann Hirsch, wurden die Produkte verfeinert und erstmals exportiert.
Hirsch entwickelte 2002 ein Identification-Armband. Mit Hilfe integrierter Mikrochips können die Armbänder mit Zusatzfunktionen ausgestattet und Zutrittsberechtigungen, Geldwerte oder persönliche Daten darin gespeichert werden.
Über 22 Jahre leitete Robert Hirsch, der Enkel des Firmengründers, das Unternehmen, ehe er es Anfang 2022 an seine Söhne Nikolaus und Matthäus Hirsch übergab.